# Teatro Municipal José de la Cruz Mena
Teatro Municipal José de la Cruz Mena är stadsteatern i León, Nicaragua, landets intellektuella huvudstad. Den ligger centralt i staden, två kvarter sydost om Centralparken. Teatern fick 1904 sitt namn efter landets mest kända kompositör, José de la Cruz Mena, som verkade i León.

## Byggnad
Teatern, som invigdes 1885, är Nicaraguas äldsta konserthus och teaterbyggnad. Den har plats för 600 personer på grundplanet och 500 på balkongen. Arkitekt var Luiz Cruz från Costa Rica. För sitt arkitektoniska värde har teatern blivit deklarerad som ett byggnadsminne, som Patrimonio Histórico y Arquitectónico Nacional. Vid gatan utanför teatern står en staty av segerns ängel flankad av teatermuserna Melpomene och Thalia.

## Invigning
För teaterns invigning 1885 skrev och läste den då 18-årige poeten Rubén Darío sin berömda dikt El Arte.

## Föreställningar
På teatern ges skådespel, konserter, dansuppvisningar och operor. Bland teaterpjäser som spelats finns exempelvis La Piedra de la Luna, Vivir es un Misterio, Solitud, Kända musiker som har nyligen uppträtt inkluderar den ryske flöjtisten Viktor Khotulev. Dansuppvisningar har getts av bland andra Gala Folklórica Panameña. År 2019 satte teatern upp Luisa Fernanda, en zarzuela (opera buffa) av Federico Moreno Torroba. Teatern har också program för barn.